# Hamburgo-Harburgo

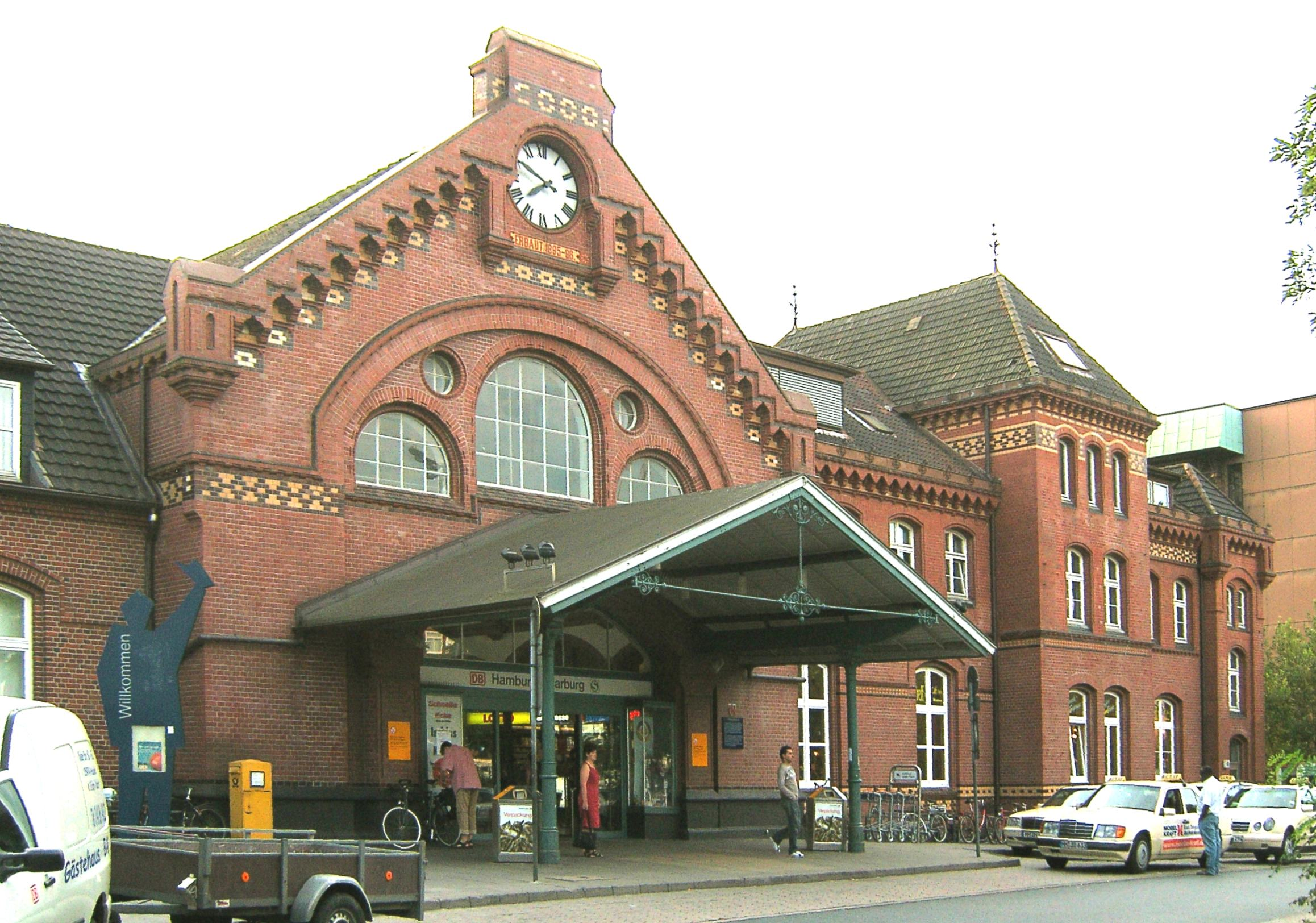
Estación de trenes de Hamburgo-Harburg

Harburgo (en alemán: Harburg, pronunciación: /ˈhaːɐ̯bʊʁk/ⓘ) es un distrito situado al sudoeste de la ciudad de Hamburgo, Alemania. El distrito cubre 161 km² (un 21% de la superficie de la ciudad) y tiene una población de 196,000 habitantes.
Harburgo se encuentra al sur del río Elba y en él se incluyen grandes áreas residenciales, institutos de investigación y gran parte del puerto de Hamburgo. En Harburgo se encuentra la segunda universidad más importante de Hamburgo, la Universidad Técnica Hamburgo-Harburgo.